# Köröstarcsa
Köröstarcsa (în română Tarcia Crișului) este un sat în districtul Békés, județul Békés, Ungaria, având o populație de 2.744 de locuitori (2011). 

## Demografie
Componența etnică a satului Köröstarcsa
     Maghiari (94,15%)
     Romi (4,64%)
     Necunoscut (0,3%)
     Alții (0,9%)
Componența confesională a satului Köröstarcsa
     Fără religie (33,67%)
     Reformați (32,11%)
     Romano-catolici (4,88%)
     Luterani (1,31%)
     Necunoscută (27,44%)
     Atei (0,58%)
     Alte religii (0,62%)
Conform recensământului din 2011, satul Köröstarcsa avea 2.744 de locuitori. Din punct de vedere etnic, majoritatea locuitorilor (94,15%) erau maghiari, cu o minoritate de romi (4,64%). Apartenența etnică nu este cunoscută în cazul a 0,3% din locuitori. Nu există o religie majoritară, locuitorii fiind persoane fără religie (33,67%), reformați (32,11%), romano-catolici (4,88%) și luterani (1,31%). Pentru 27,44% din locuitori nu este cunoscută apartenența confesională.